# Oreocereus hempelianus
Oreocereus hempelianus är en kaktusväxtart som först beskrevs av Robert Louis August Maximilian Gürke, och fick sitt nu gällande namn av David Richard Hunt. Oreocereus hempelianus ingår i släktet Oreocereus och familjen kaktusväxter. Inga underarter finns listade i Catalogue of Life.

## Bildgalleri

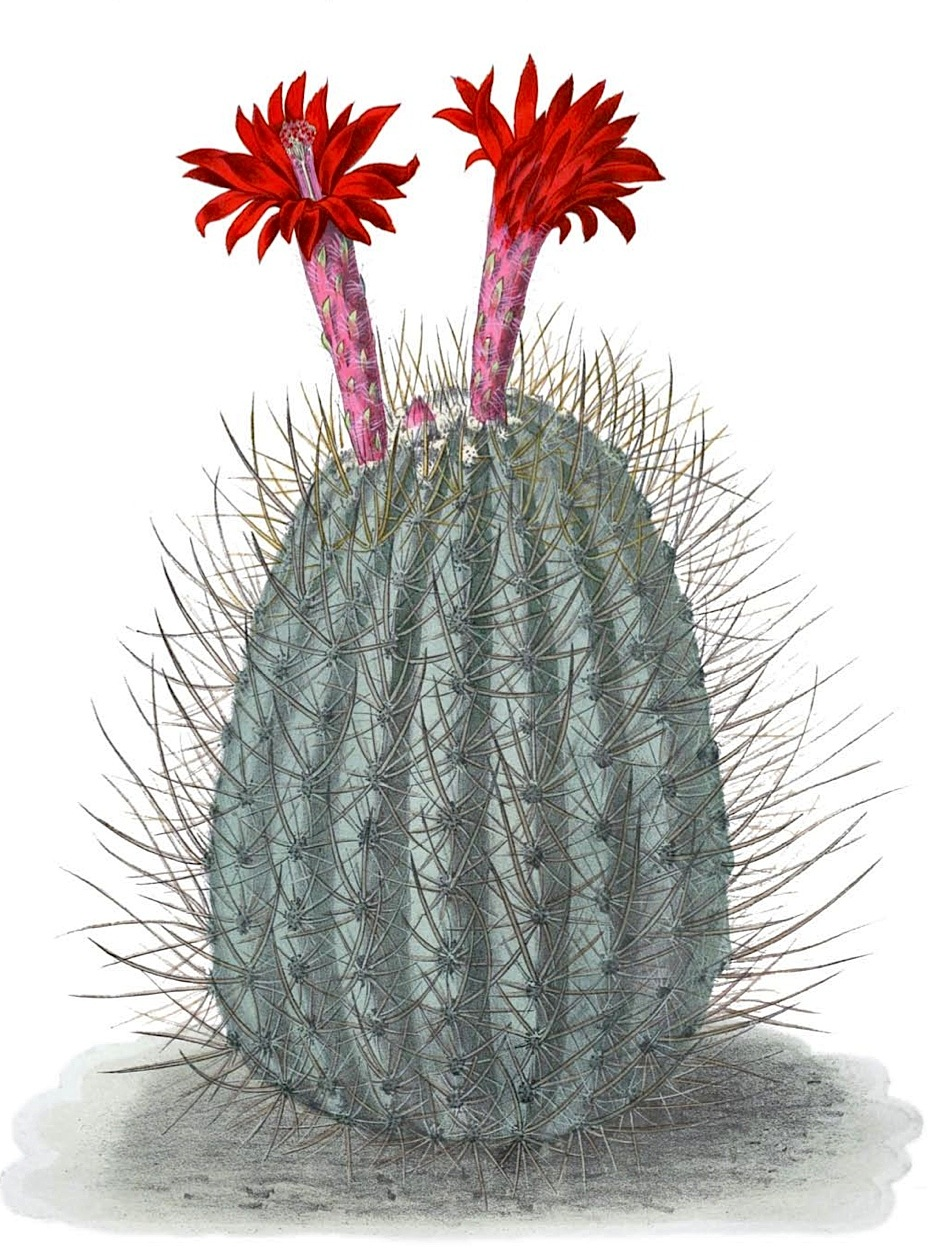